# Malthodes misellus
Malthodes misellus är en skalbaggsart som beskrevs av Ernst Hellmuth von Kiesenwetter 1852. Malthodes misellus ingår i släktet Malthodes, och familjen flugbaggar. Arten har ej påträffats i Sverige.